# Constitution de la république démocratique du Congo
Cet article possède un paronyme, voir Constitution de la république du Congo.
La constitution est la loi suprême de la république démocratique du Congo. C'est de cette loi fondamentale que toutes les lois tirent leur substance. Aucune loi ne peut être contraire à la Constitution, et donc ne peut s'opposer à elle ou réduire sa portée.
Ce document définit le type de société organisée dans le pays, les symboles qui distinguent le pays des autres pays, tel que le drapeau, l'hymne national, la devise ou la monnaie nationale, la forme de l'État (fédéral ou unitaire), le régime politique, le mode de scrutin au niveau national et provincial, et la responsabilité et le fonctionnement de la justice et des institutions.

## Histoire

### Première République
À la suite de l'indépendance en 1960, le Congo avait une période de quatre ans pour obtenir une constitution définitive. La Constitution du 1er août 1964, dite « Constitution de Luluabourg », définit un État fédéral au régime parlementaire, le multipartisme et un Parlement à deux chambres. Elle fut rédigée par une commission présidée par Joseph Ileo. Cette commission constitutionnelle était composée par Marcel Lihau comme secrétaire général, et plusieurs jeunes universitaires : Étienne Tshisekedi, Barthélemy Dipumba, Albert Mpase, Umba di Lutete, Paul Muhona, Henri Takizala, etc.

### Deuxième République
La Constitution du 24 juin 1967, ou Constitution de la Deuxième République, dite « Constitution révolutionnaire », définit un État unitaire au régime présidentiel, prévoit au moins deux partis politiques et un parlement monocaméral, c'est-à-dire une seule Assemblée nationale. Elle fut élaborée par Marcel Lihau. Dans les faits, il n'y eut qu’un parti unique.
- Révisée le 17 avril 1970 (Ordonnance-Loi no 70/025) ;
- révisée le 15 aout 1974 (Ordonnance-Loi no 74/020) ;
- révisée le 15 février 1978 ;
- révisée le 19 février 1980 (Ordonnance-Loi no 80/007) ;
- révisée le 15 novembre 1980 (Ordonnance-Loi no 80/012) ;
- révisée le 31 décembre 1982 (Ordonnance-Loi no 82/004) ;
- amendée en avril 1990.

### Transition
L'Acte constitutionnel de la transition d'avril 1994 (texte intégral) (ou Constitution de la transition) a été rédigé par la Conférence nationale souveraine en avril 1992, pour permettre une transition démocratique. Celle-ci a été abrogée par Laurent-Désiré Kabila, lors de la prise de pouvoir de ses forces rebelles de l'AFDL, le 17 mai 1997. Depuis 1997, et jusqu'à la fin officielle de la 2e guerre du Congo en 2003, la RDC a connu les textes constitutionnels qui suivent :
- décret-loi de mai 1997, par Laurent-Désiré Kabila (texte intégral) ;
- acte constitutionnel de la transition de novembre 1998 ;
- constitution de transition d'avril 2003.

La Constitution de transition (texte intégral) était encore en vigueur jusqu'à ce que le projet de Constitution soit adopté les 18 et 19 décembre 2005 et promulgué le 18 février 2006. Certaines de ses dispositions restent cependant en vigueur jusqu'à l'application complète des dispositions de la Constitution promulguée le 18 février 2006.

## Constitution de 2006
Le projet de Constitution (texte intégral) de mai 2005 de la République doit être accepté par le peuple congolais par référendum le 18 décembre 2005 avant que les institutions qui y sont définies soient installées. Des dispositions transitoires y sont définies. Il a été adopté par le référendum des 18 et 19 décembre 2005 puis promulgué le 18 février 2006 par le président Joseph Kabila. La nouvelle Constitution doit entrer en vigueur dès l'installation des nouvelles institutions.

### Disposition générales
Un nouveau découpage territorial (Ville de Kinshasa et 25 provinces dotées de la personnalité juridique) sera effectif 36 mois après l'installation des institutions prévues par la Constitution. Les entités territoriales décentralisées sont : la ville, la commune, le secteur, et la chefferie. La devise nationale est dorénavant « Justice, Paix, Travail ».

#### État unitaire et fédéral
La constitution n'exprime pas expressément la forme de l'État. Cependant elle prévoit un État uni et indivisible. Son fonctionnement est unitaire et fédéral ; unitaire par la tutelle de l'État sur les entités territoriales décentralisées, une seule police nationale, un seul pouvoir judiciaire hiérarchisé et l'investiture des gouverneurs et vice-gouverneurs par le président de la République ; fédéral par la répartition des compétences entre le pouvoir central et les provinces et la libre administration des provinces dotées des moyens humains, matériels et financiers distincts de ceux de l'État[réf. nécessaire].

#### Pluralisme politique
Selon ce projet de constitution, le droit de créer un parti politique ou de s'affilier à celui de son choix est un droit civil politique de tout Congolais. Les partis politiques doivent exercer dans le respect de la loi, de l'ordre public et des bonnes mœurs. Ceux-ci peuvent être financés selon la loi par des subventions de l'État pour financer leurs campagnes électorales et activités. Le système de parti unique est inconstitutionnel.

#### Nationalité et citoyenneté
La nationalité congolaise est exclusive, la double nationalité est en théorie impossible. Toute personne appartenant aux groupes ethniques dont les personnes et les territoires constituaient ce qui est devenu le Congo à l'indépendance est congolaise si elle n'a pas perdu ses droits. Une loi organique définit les conditions de reconnaissance, d'acquisition, de perte et de recouvrement de la nationalité congolaise.

#### Droits et devoirs
Les droits civils, politiques, économiques, sociaux, culturels et collectifs sont définis dans la Constitution, ainsi que les devoirs du citoyen et ceux de l'État. Nul n'est censé ignorer la loi.

### Pouvoirs
- Pouvoir exécutif
Le président ne peut être en fonction que pour, au maximum, deux termes de 5 ans chaque, de même qu'il doit au moins avoir 30 ans.
- Pouvoir législatif
632 députés provinciaux sont élus pour 5 ans.
- Pouvoir judiciaire
La Cour suprême est remplacée par des nouveaux organes qui sont la Cour constitutionnelle, la Cour de cassation et le Conseil d’État.
- Finances publiques
40 % des revenus des impôts est utilisé par les provinces tandis que 60 % par le gouvernement national. Les modalités d'application de cette clef de répartition sont cependant contestées[2].
- Police nationale
- Forces armées
- Provinces
Le pouvoir des provinces est renforcé. Certaines fonctions sont remplies par les provinces, d'autres sont partagées ou entièrement laissées au gouvernement national.

## Amendements
En janvier 2011, la constitution est révisée et 8 articles sur les 229 sont amendés,.
Modifications :
- article 71 : le président de la république est élu à la majorité simple, et non plus à la majorité absolue à un ou deux tours ;
- article 110 : un mandat parlementaire est récupéré lorsqu’une fonction politique incompatible arrive à son terme ;
- article 126 ;Si  le  projet  de  loi  de  finances  voté  en  temps  utile  par  la  Parlement  et  transmis pour  promulgation  avant  l’ouverture  du  nouvel  exercice  budgétaire  fait  l’objet  d’un renvoi  au  Parlement  par  le  président  de  la  République,  le  gouvernement demande  à  l’Assemblée  Nationale  et  au  Sénat  l’ouverture  des  crédits  provisoires
- article 149 ;
- articles 197 et 198 ;
- article 218 : le président de la république peut convoquer le peuple en référendum ;
- article 226 : la transition de 11 provinces à 26 provinces sera déterminée par une loi, et n’a plus de délai fixé dans la constitution.